# ت بسك
Te busqué هي الأغنية الإسبانية الوحيدة من ألبوم نيللي فرتادو الثالث لووس بمشاركة المطرب Juanes الذي سبق وتعاون معها في أغنية بعنوان فوتوغرافيا، في هذه الأغنية لم تصور نيللي أي كليب، معنى الأغنية بالعربية هو : بحثت عنك.

## معلومات الأغنية
- تاريخ الإصدار: يوليو 2006
- التسجيل: ميامي، فلوريدا
- النوع: Latin Pop
- المدة: 3:38
- كلمات:Nelly Furtado، Juanes، Mendez
- ألحان: Laster Mendez

## ترتيب الأغنية
| السباق (2006)                    | الترتيب |
| -------------------------------- | ------- |
| Chilean Singles Chart            | 11      |
| Ibero American Singles Charts    | 16      |
| Latin American Singles Charts    | 7       |
| Mexican Singles Airplay          | 43      |
| Russian Top 100 Airplay          | 17      |
| Spanish Hot 100 Airplay          | 1       |
| U.S. Billboard Latin Pop Airplay | 24      |